# Элия (род клопов)
Элия (лат. Aelia) — род клопов из семейства настоящих щитников.

## Описание
Голова длиннее или едва короче ширины. Через голову, переднеспинку и щиток проходят широкие продольные ряды полос со светлой и чёрной пунктировкой. Щиток близ передних углов без гладкого бугорка цвета слоновой кости.

## Виды
В состав рода входят:
- Aelia acuminata (Linnaeus, 1758) — Щитник остроголовый
- Aelia albovittata Fieber, 1868
- Aelia americana Dallas, 1851
- Aelia angusta Stehlík, 1976
- Aelia cognata Fieber, 1868
- Aelia cribrosa Fieber, 1868
- Aelia furcula Fieber, 1868 — Элия вильчатая
- Aelia germari Küster, 1852
- Aelia klugii Hahn, 1833 — Элия Клюга
- Aelia notata Rey, 1887
- Aelia rostrata Boheman, 1852 — Элия носатая
- Aelia sibirica Reuter, 1886
- Aelia virgata (Herrich-Schaeffer, 1841)